# Jan Buchar (spisovatel)

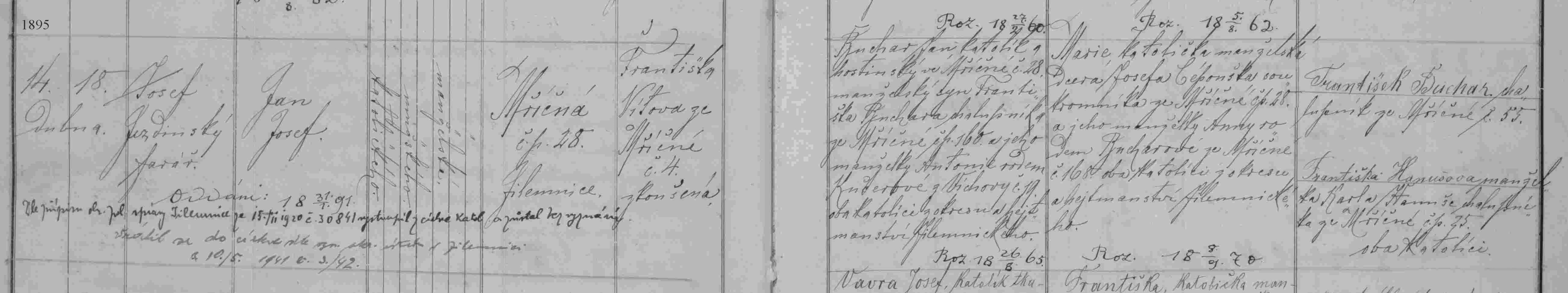
matriční zápis o narození a křtu Jana Buchara (matrika N 1870-1905 Mříčná (SOA Zámrsk))

Jan Buchar (14. dubna 1895, Mříčná – 19. března 1988, Jilemnice) byl český řídící učitel ve výslužbě, lidový vypravěč, znalec krkonošského nářečí a spisovatel poudaček – knih v tomto nářečí.

## Vzdělání
Základní (národní) školu vychodil Jan Buchar v rodné Mříčné, na chlapeckou měšťanskou školu v blízké Jilemnici nastoupil v roce 1906 a na reálné gymnázium v Jičíně v roce 1909, odmaturoval roku 1913. Zajímavostí jistě je, že v Jilemnici i v Jičíně byl jeho spolužákem další český regionální spisovatel, a sice Jaroslav Havlíček.

## Praxe
Po maturitě byl Jan Buchar povolán na vojnu a odvelen na srbskou frontu I. světové války. Po návratu z války složil doplňovací zkoušky a od roku 1919 byl učitelem ve své rodné Mříčné, a to až do roku 1940, kdy byl zatčen gestapem, vězněn a internován v několika koncentračních táborech (v době II. světové války se totiž mnoho mříčenských aktivně účastnilo protinacistického odboje a na území obce operovala partyzánská jednotka Nikolaj). Na svobodu se dostal roku 1943 se zákazem pedagogické práce, poté pracoval na rodinném statku. Po osvobození se stal řídícím učitelem v Jilemnici, učil ale jen do roku 1950, kdy odešel do penze. I v důchodu zůstal velmi aktivním.

## Kulturní činnost
Po mnoho let se Jan Buchar věnoval například těmto činnostem:
- herec a dramaturg mříčenského a později jilemnického ochotnického divadla
- hráč jilemnické dechové kapely
- člen pěveckého sdružení Krkonošští učitelé
- člen estrádního souboru Osvětové besedy v Jilemnici, vypravěč nářečních kerkonošských poudaček
- regionální spisovatel
- knihovník místní Lidové knihovny ve Mříčné

Za bohatou kulturní činnost byl roku 1977 poctěn čestným titulem Zasloužilý pracovník kultury, který převzal z rukou ministra kultury Milana Klusáka dne 4. října 1977.
Na spisovatelskou dráhu nastoupil velmi pozdě. Až v jeho 78 letech mu vyšla prvotina Co se kdy u nás šustlo (1977), ve které shromáždil několik desítek originálních historek („poudaček“) v původním kerkonošskym nářeči. Jan Buchar následně sám sebe označil za „nejstaršího začínajícího spisovatele“. Další povídkové knížky následovaly s několikaletým odstupem, šlo o tituly Co se šustlo taky jinde (1980) a Bylo hůř a lidi nechválili (1984); všechny vydalo královéhradecké nakladatelství Kruh. Čtvrtý sborník Starý kantor vzpomíná se knižního vydání nedočkal. Některé povídky vyšly také v časopise Krkonoše, který od roku 1963 vydává Správa Krkonošského národního parku.
Vypravěčské umění Jana Buchara bylo podle pamětníků srovnatelné i s populárním moravským lidovým vypravěčem Zdeňkem Galuškou. Nikdy se však nepodařilo zorganizovat veřejnou nahrávku z jeho vyprávění, natož aby podle jeho tří povídkových knížek natočila tehdejší normalizační Československá televize jakýkoliv seriál.
Na sklonku života Jan Buchar trpěl problémy s pohyblivostí, od roku 1983 již téměř nemohl chodit a o to více si zval přátele a známé na kus řeči do své mříčenské „dědkouny“. Přes zdravotní obtíže ho do poslední chvíle neopouštěl humor a optimismus. Jedno z jeho posledních prohlášení, už na nemocničním lůžku, znělo: „A co bych se bál do Semil, vždyť tam nebudu sám, bude nás tam víc.“ (na vysvětlenou: v Semilech je krematorium). Se světem se rozloučil větou, kterou již předtím použil v knížce: „A až příde ta Ančka s kůsou, a řekne ,Tak Jene, dopi, dokuř a dem´, no tak půjdu.“ Stalo se tak v březnu 1988.

## Knihy
- Co se kdy u nás šustlo (1977)
- Co se šustlo taky jinde (1980)
- Bylo hůř a lidi nechválili (1984)
- Starý kantor vzpomíná (1987, knižně nevydáno)